# Dylan Page (ciclista)
Dylan Page (5 de novembre de 1993) és un ciclista suís professional des del 2015 i actualment a l'equip Caja Rural-Seguros RGA.

## Palmarès
- 2018
  - Vencedor d'una etapa a la Volta a Indonèsia